# Upper Shelton
Ne doit pas être confondu avec Upper Sundon.
 (février 2025).
Si vous disposez d'ouvrages ou d'articles de référence ou si vous connaissez des sites web de qualité traitant du thème abordé ici, merci de compléter l'article en donnant les références utiles à sa vérifiabilité et en les liant à la section « Notes et références ».
Upper Shelton est un hameau anglais du Central Bedfordshire.
Le village est proche de Cranfield, Stewartby et Marston Moreteyne. Il fait partie de la paroisse civile de Marston Moreteyne. La grande ville la plus proche d'Upper Shelton est Bedford. 